# プチスマイル
プチスマイル（Petit-Smile）は1993年設立の芸能事務所。

## 所属タレント

### プチスマイル
- 伊藤聖子
- 仲村綾乃
- 山下真希
- 桐島優介
- 北村りか
- 薪嶋泰
- みなみ
- 一条優美

### プチスマイルJr.
- 黒羽洸成

## かつて所属していたタレント
- 江口ヒロミ
- 翁和輝
- 大家由祐子
- 木内淳一
- 栗栖ゆきな
- 久瑠あさ美
- 玄覺悠子
- 小島可奈子
- 笹川功二
- さとう珠緒
- 東山麻美
- 村瀬純平
- 吉用由美 (旧芸名 藍川美砂)
- 山本淑稀